# Leucanitis colombiana
Leucanitis colombiana är en fjärilsart som beskrevs av Brandt 1941. Leucanitis colombiana ingår i släktet Leucanitis och familjen nattflyn. Inga underarter finns listade i Catalogue of Life.